# Anicet Lavodrama
Anicet Richard Lavodrama Ondoma (Bangui, 4 luglio 1963) è un ex cestista centrafricano con cittadinanza spagnola, professionista nella Liga ACB.

## Carriera
Venne selezionato dai Los Angeles Clippers al terzo giro del Draft NBA 1985 (52ª scelta assoluta).
Con la Rep. Centrafricana disputò i Giochi olimpici di Seul 1988 e tre edizioni dei Campionati africani  (1983, 1987, 1989).